# 晴れ着ここ一番
『晴れ着、ここ一番』（はれぎここいちばん）は、2000年3月31日から6月16日までNHK総合のドラマ家族模様枠第1作として放送されたテレビドラマである。主演は瀬戸朝香。放送回数は全12回。放送時間は金曜21時15分～21時58分（JST）。

## キャスト
- 今野あづき - 瀬戸朝香：デザイナーの卵。
- 松浦健吾 - 及川光博：コンピュータープログラマー志望のフリーター。呉服屋「松壱」社長の孫だが縁故入社を嫌っている。あづきと同居する。
- 津村うらら - 上原さくら：津村の娘。
- 藍原大和 - 赤西仁（当時 ジャニーズJr.／現 KAT-TUN元メンバー）：原宿に住む高校生。
- 貴子 - 江口由起：「松壱」着物デザイナー。
- 松浦純子 - 涼風真世：「松壱」副社長（のちに社長）で健吾の叔母。津村のことを少なからず思っている。
- 今野ふみ子 - 赤木春恵：あづきの祖母。
- 津村忠孝 - 高橋英樹：倉庫係となっている元部長。あづきと同居する。
- 松浦しの - 京マチ子：「松壱」社長→会長。
- 藤森克美 - 菅原文太：健吾の父。
- 藤森明子 - 松原智恵子：藤森の妻
- 藍原咲子 - 中原理恵：裏原宿のショップ経営者。大和の母。
- 沢口達也 - 関口知宏：アパレル会社社員。あづきの元婚約者。
- 森直弘 - 江原真二郎：友禅職人。
- 新島美雪 - 矢部美穂：あづきの元同僚。
- 庄田圭子 - 青田典子：あづきの元上司。
- 菊島香奈枝 - 夏樹陽子：Chiffon Japon代表取締役

## スタッフ
- チーフ・プロデューサー：浅野加寿子
- 脚本：西荻弓絵
- チーフ・ディレクター：片岡敬司
- 主題歌：竹内まりや「Dream Seeker」（ワーナーミュージック・ジャパン/MOON RECORDS）

## 放送日程
- 第1回：予期せぬ同居?（2000年3月31日放送）
- 第2回：三つの夢（2000年4月7日放送）
- 第3回：気まぐれな神様（2000年4月15日放送）
- 第4回：原宿デビュー（2000年4月22日放送）
- 第5回：桜散る夜（2000年4月29日放送）
- 第6回：四人目の同居人（2000年5月5日放送）
- 第7回：父の背中（2000年5月12日放送）
- 第8回：恋の始まり（2000年5月19日放送）
- 第9回：老舗の意地（2000年5月26日放送）
- 第10回：最後の賭け（2000年6月2日放送）
- 第11回：運命のプロポーズ（2000年6月9日放送）
- 最終回：原宿シンデレラ（2000年6月16日放送）